# Mikulčice
Mikulčice (německy Mikultschitz) jsou obec v okrese Hodonín v Jihomoravském kraji. Leží sedm kilometrů jihozápadně od Hodonína při hranici se Slovenskem, v nadmořské výšce 164 metrů. Žije zde přibližně 2 000 obyvatel.

## Historie
Tři kilometry jihovýchodně od nynější vsi se při řece Moravě nacházelo v 6.–10. století slovanské blatné hradisko, jedno z hlavních center Velké Moravy. Areál hradiště s pozůstatky 12 kostelů a knížecího paláce je chráněn jako národní kulturní památka slovanské hradiště v Mikulčicích; od roku 1963 je zde zřízen Památník Velké Moravy.
První písemná zmínka o vesnici pochází z roku 1141 (Miculcici). Moderní obec Mikulčice existuje od 1. ledna 1951, kdy došlo ke sloučení původních obcí Mikulčic a Těšic. Také katastru Mikulčic se k 25. červenci 1997 dotkla úprava státní hranice se Slovenskem.
Dne 24. června 2021 obcí prošlo tornádo s extrémní bouří, zasažena byla přibližně třetina obce, celkem 300 domů, přibližně 60 z nich bylo určeno k demolici. Zdevastován byl hřbitov a poškozena kaple svatého Rocha. Lidé bez přístřeší byli evakuováni do sportovní haly.

## Obyvatelstvo
Při sčítání lidu v roce 2011 bylo v Mikulčicích evidováno 1881 obyvatel. Z toho 704 osob deklarovalo národnost českou (37,42 %), 518 národnost moravskou (27,53 %) a 30 lidí slovenskou národnost (1,6 %).Na škole je přibližně 200 studentů
| Rok            | 1869  | 1880  | 1890  | 1900  | 1910  | 1921  | 1930  | 1950  | 1961  | 1970  | 1980  | 1991  | 2001  | 2011  | 2021  |
| -------------- | ----- | ----- | ----- | ----- | ----- | ----- | ----- | ----- | ----- | ----- | ----- | ----- | ----- | ----- | ----- |
| Počet obyvatel | 1 574 | 1 805 | 1 915 | 2 022 | 2 004 | 1 980 | 1 981 | 1 924 | 2 011 | 1 898 | 1 737 | 1 751 | 1 906 | 1 881 | 1 895 |
| Počet domů     | 322   | 350   | 380   | 394   | 419   | 426   | 485   | 520   | 516   | 521   | 511   | 578   | 623   | 655   | 679   |

## Samospráva
Zastupitelstvo má 15 členů a obecní rada 5 členů. V letech 2006 až 2014 byl starostou obce Josef Helešic. Při ustavujícím zasedání zastupitelstva 4. listopadu 2014 byl starostou zvolen Jan Vlašic (KDU-ČSL). K roku 2022 je starostou Josef Dvořáček (st.).

## Obecní správa

### Části obce
- Mikulčice
- Těšice

### Obecní symboly
Znak a vlajka byly obci uděleny rozhodnutím předsedy Poslanecké sněmovny Parlamentu České republiky dne 17. dubna 2009.

## Pamětihodnosti
- Kostel Nanebevzetí Panny Marie
- Sochy svatého Oldřicha a svatého Jana Nepomuckého – před kostelem
- Kaple svatého Rocha
- Slovanské hradiště Mikulčice - významné hradisko z doby velkomoravské nacházející se zhruba tři kilometry jihovýchodně
- Skařiny, přírodní rezervace
- Od roku 2019 jsou Mikulčice se sousední slovenskou vesnicí Kopčany propojeny lávkou přes řeku Moravu, později zvanou jako „Lávka Velké Moravy". Ta je určená pro pěší a cyklisty.

## Osobnosti
- Fanoš Mikulecký (1912–1970), český hudební skladatel
- Pavel Vavrys (* 1947), akademický malíř

## Galerie

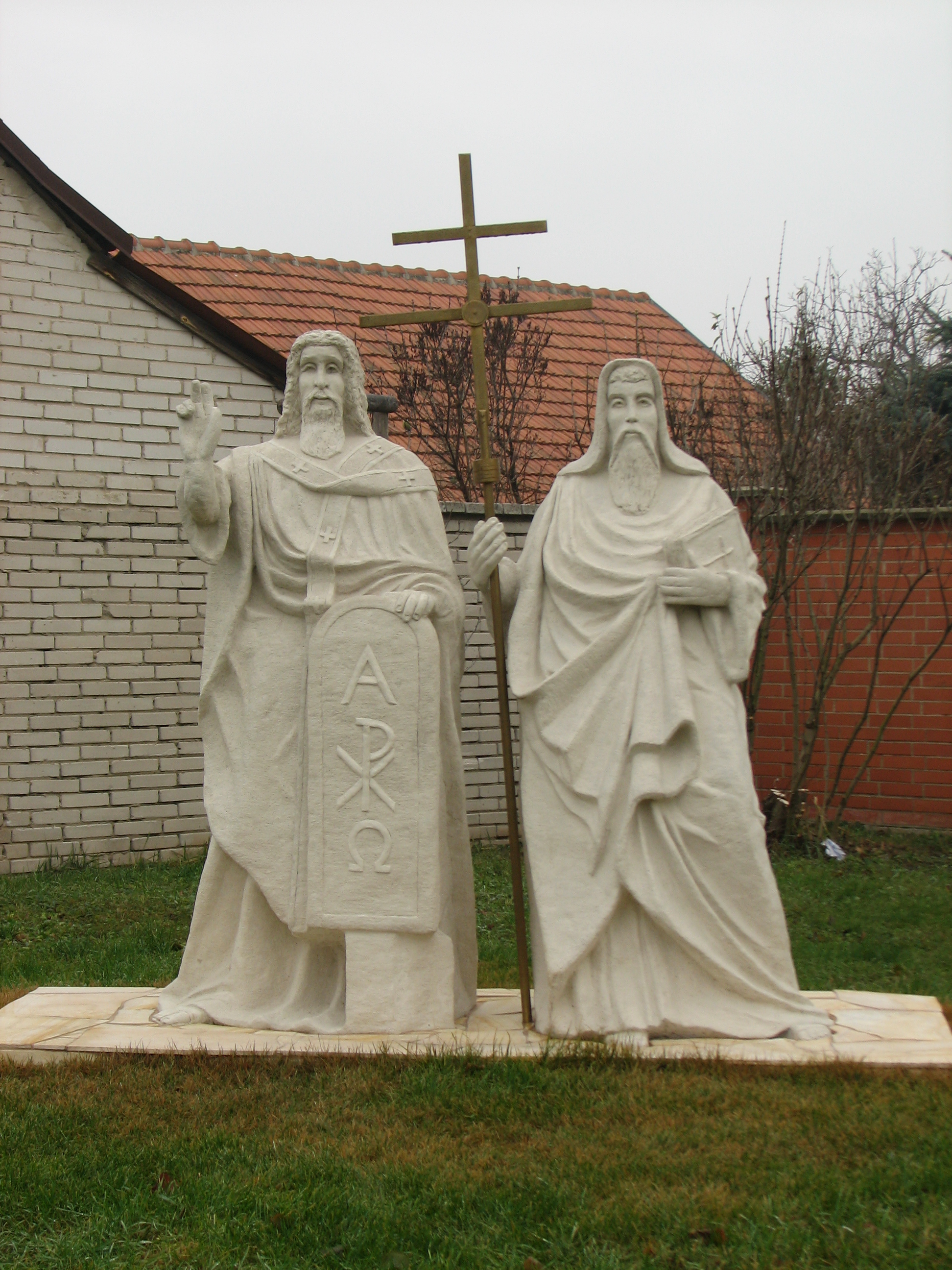
Socha Cyrila a Metoděje
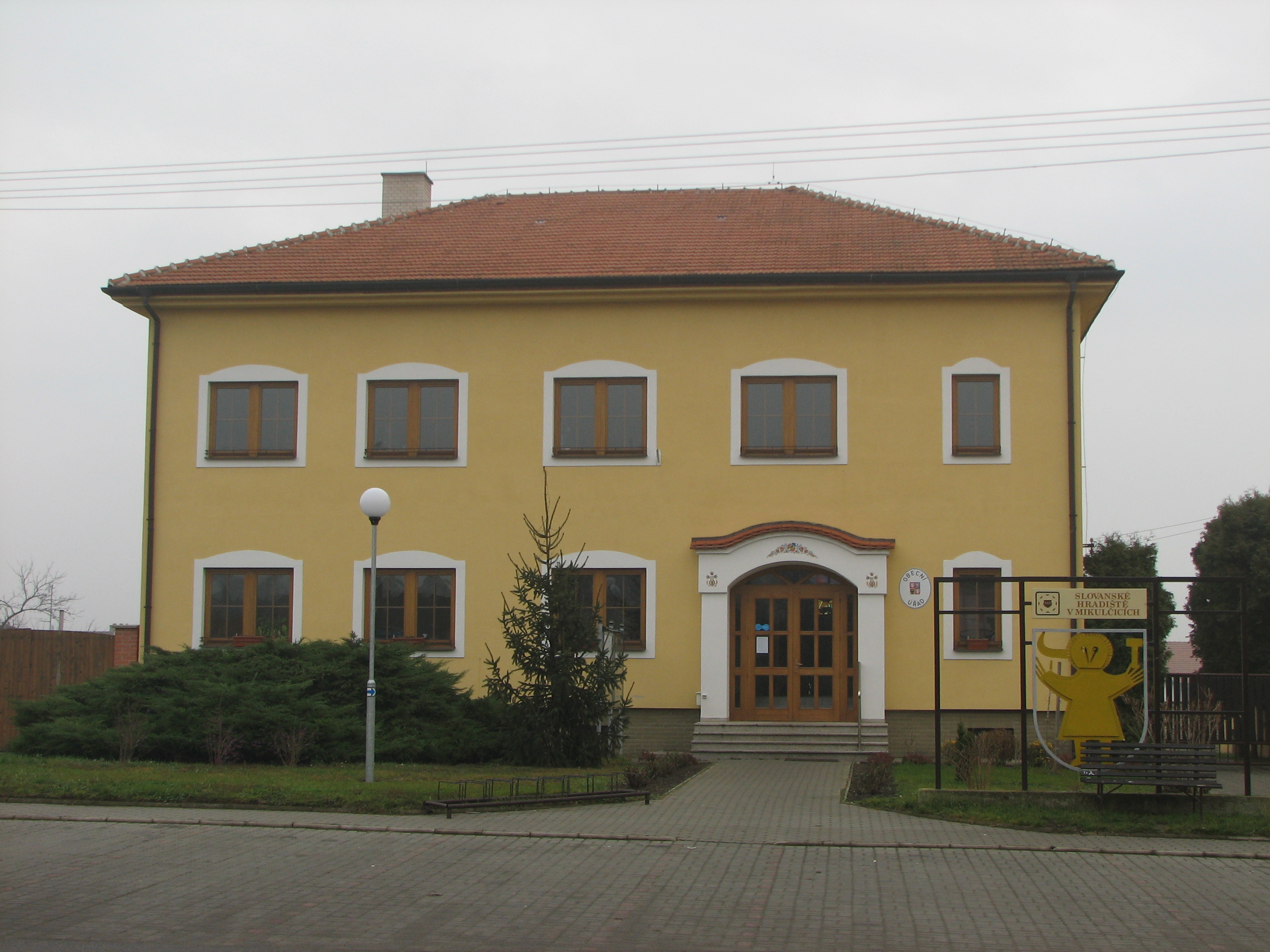
Obecní úřad
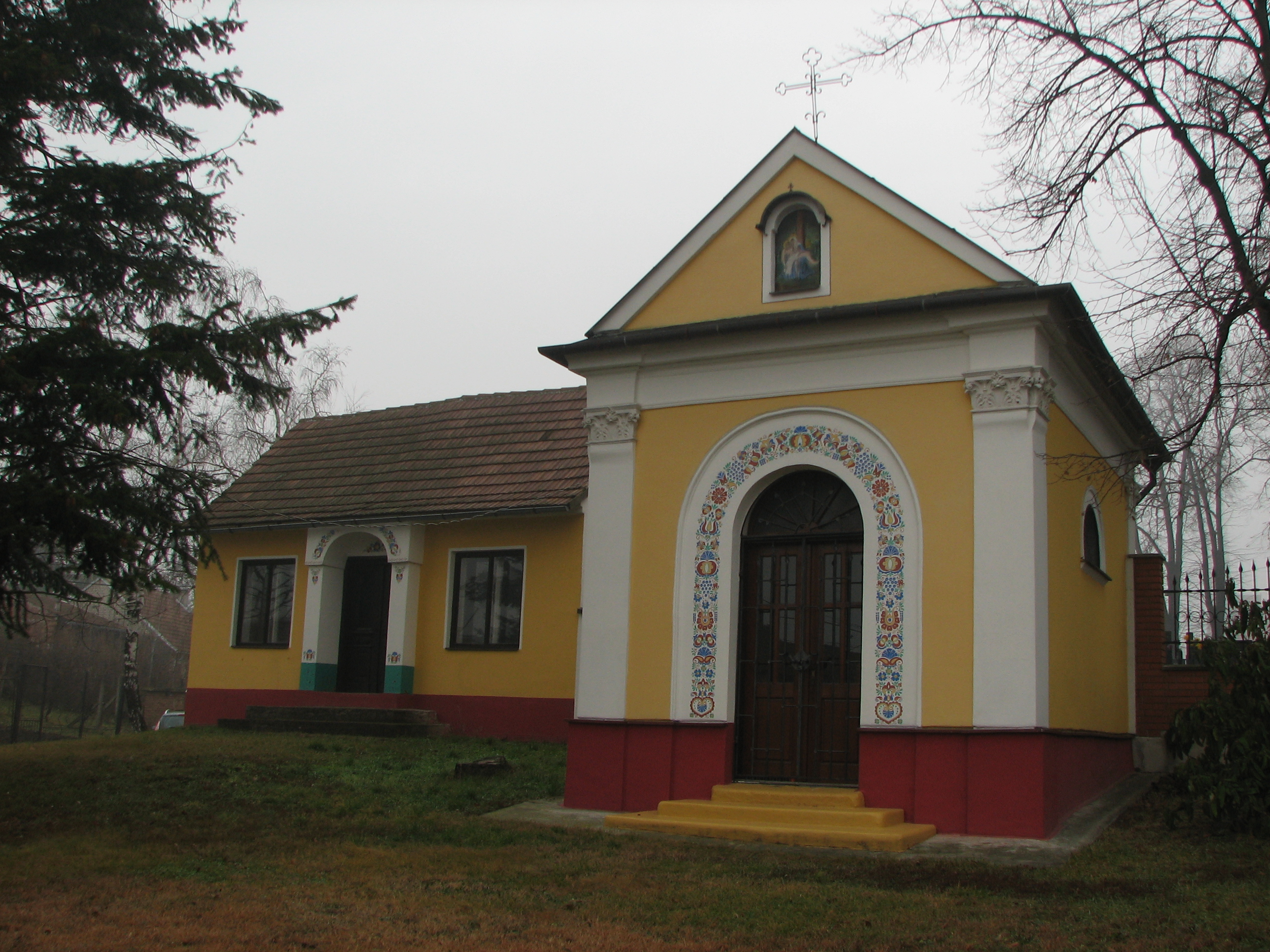
Kaple svatého Rocha
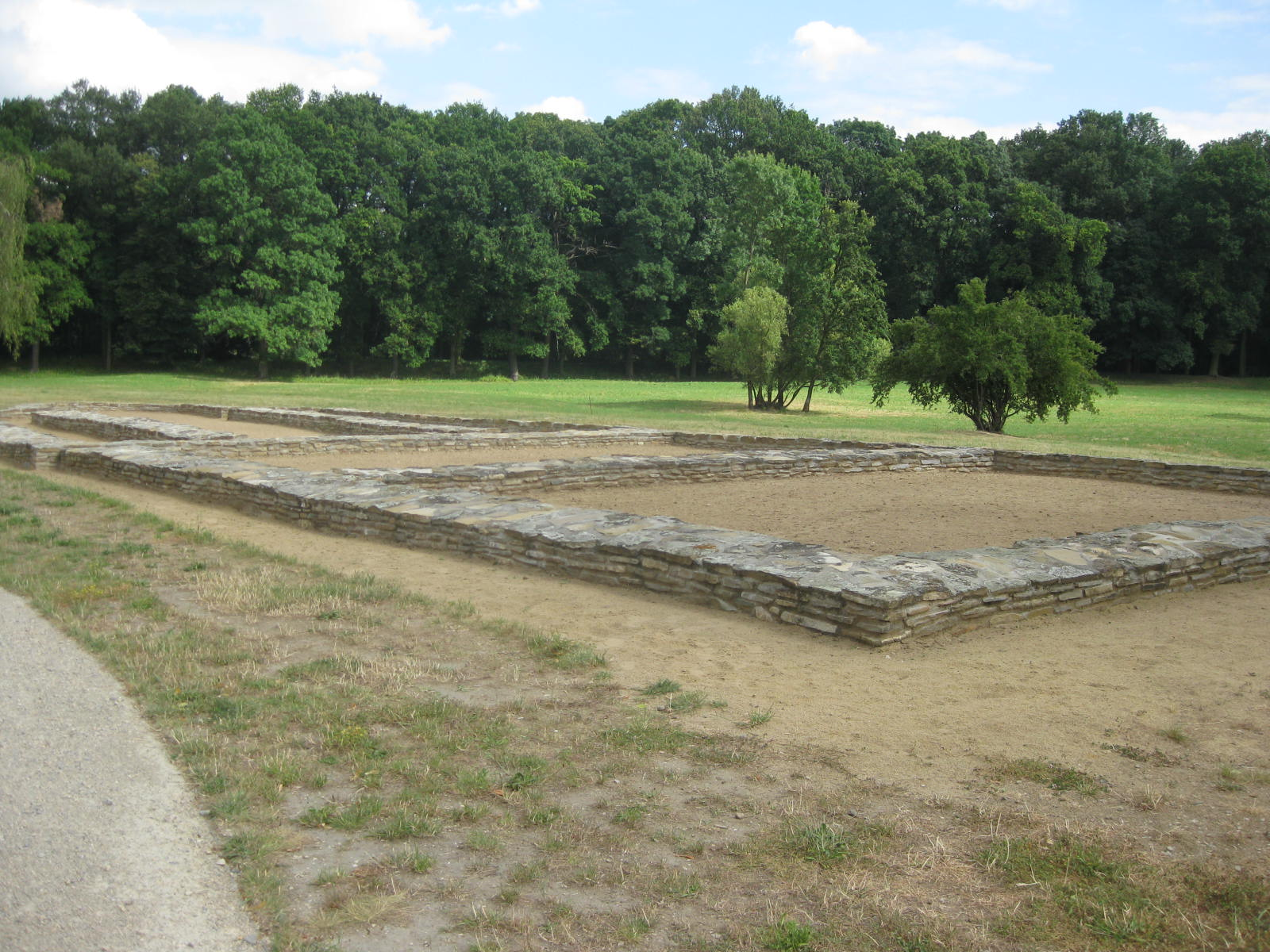
Slovanské hradiště Mikulčice